# Escuela (serie de televisión)
Escuela (en hangul, 학교; en hanja, 學校; romanización revisada, Haggyo; McCune-Reischauer, Hakkyo) es una serie de televisión surcoreana emitida por KBS 2TV desde el 22 de febrero hasta el 13 de abril de 1999, protagonizada por Ahn Jae Mo, Choi Kang Hee y Jang Hyuk. El éxito de la serie dio lugar a nuevas temporadas entre 1999 y 2021, con nuevos personajes e historias.

## Reparto

### Personajes principales
- Ahn Jae Mo como Kim Geon.
- Choi Kang Hee como Lee Min Jae.
- Jang Hyuk como Kang Woo Hyuk.

### Personajes secundarios
- Park Shi Eun como Chae Jung Ah.
- Yang Dong-geun como Jo Suk Ho.
- Kim Kyu Ri como Park Na Ri.
- Kim Jung Wook como Kwon Hyuk Joo.
- Ahn Jae Mo como Kim Gun.
- Bae Doo Na como Bae Doo Na.
- Oh Joo Yi como Jang Mi Hwa.
- Jo Jae Wan como Park Doo Won.
- Im Seo Yeon como Bae So Yeon.
- Choi Young Wan como Choi Young Wan.
- Jang Yang Gyun.
- Lee Chang Hoon como Lee Jae Ha.
- Yum Jung Ah como Cha Hyun Joo.
- Lee Hye Sook como Yoon Yoo Rhan.
- Lee Han-wi como Park Bok-man.
- Shin Goo como Shin Moon Soo.
- Kang Suk Woo como Yang Dong Chul.
- Myung Kye Nam como Myung Kye Nam.
- Seo Kap Sook como Na Jung Hee.
- Moon Hyuk (Cameo).

## Banda sonora
| Track listing |                                                                    |                         |          |  |
| N.º           | Título                                                             | Artista                 | Duración |  |
| 1.            | «Blind Faith»                                                      | O-24                    | 3:41     |  |
| 2.            | «Hey Yeh»                                                          | Fish                    | 3:02     |  |
| 3.            | «애인 만들기» (Aein Mandeulgi)                                     | O-24                    | 3:14     |  |
| 4.            | «비상 - 飛上» (Bisang)                                             | Punch                   | 3:14     |  |
| 5.            | «First Love»                                                       | Lee In Hye              | 3:43     |  |
| 6.            | «학교» (Hakkyo)                                                    | Untitle                 | 3:03     |  |
| 7.            | «학창 시절에 - Instrumental» (Hagchang Sijeole - Instrumental)     | Ji Pyung Kwon           | 1:11     |  |
| 8.            | «I Need You»                                                       | Oh Yoo Na, Jo In Sung   | 4:17     |  |
| 9.            | «러브 레터 - Instrumental» (Love Letter - Instrumental)            | Ji Pyung Kwon           | 2:01     |  |
| 10.           | «약속» (Yaksok)                                                    | Park Chan Hong          | 4:11     |  |
| 11.           | «방과후의 교실 - Instrumental» (Bangkwahoui Kyosil - Instrumental) | Ji Pyung Kwon           | 5:15     |  |
| 12.           | «마술피리» (Masolpiri)                                             | Lee Joo Rang, Jo Da Eun | 3:52     |  |
| 13.           | «시련 - Instrumental» (Siryeon - Instrumental)                     | Ji Pyung Kwon           | 2:59     |  |
| 14.           | «Hey Yeh»                                                          | Park Chan Hong          | 3:02     |  |

## Versiones
- Escuela 2 (1999).
- Escuela 3 (2000).
- Escuela 4 (2001).
- School 2013 (2012-2013).
- Who Are You: Escuela 2015 (2015).
- School 2017 (2017).